# Брянський державний університет імені академіка І. Г. Петровського
Брянський державний університет імені академіка І. Г. Петровського (рос. Брянский государственный университет имени академика И. Г. Петровского (БГУ им. Петровского)) — класичний заклад вищої освіти в російському Брянську, заснований у 1930 році.
Член Асоціації класичних університетів Росії.

## Історія
У 1930 році заснований Новозибківський державний педагогічний інститут, який у 1976 році переведений до Брянська та перейменований на Брянський державний педагогічний інститут (постанова Ради Міністрів РРФСР від 12 лютого 1976 року № 102). Постановою Ради Міністрів РРФСР від 18 серпня 1976 року № 460 Брянському державному педагогічному інституту було присвоєно ім'я академіка І. Г. Петровського.
Наказом Державного комітету РФ з вищої освіти від 13 квітня 1995 року № 545 Брянський державний педагогічний інститут імені академіка І. Г. Петровського був перейменований на Брянський державний педагогічний університет імені академіка І. Г. Петровського. 
Відповідно до наказу Міністерства освіти РФ від 6 червня 2001 року № 2292 Брянський державний педагогічний університет імені академіка І. Г. Петровського перейменований у Брянський державний університет імені академіка І. Г. Петровського.
Нині університет здіснює підготовку за:
- 52 спеціальності вищої професійної освіти
- 1 спеціальність середньої професійної освіти
- 8 спеціальностей бакалаврської підготовки
- 4 спеціальності магістерської підготовки
- 26 спеціальностей аспірантури
- 5 додаткових кваліфікацій.

## Структура

### Факультети
- Технології та дизайну
- Юридичний
- Іноземних мов
- Фізичної культури
- Історії та міжнародних відносин (колишній Історичний)
- Педагогіки і психології
- Фізико-математичний
- Філологічний
- Природничо-географічний
- Фінансово-економічний факультет
- Філія БГУ в місті Новозибків

### Кафедри
- Іноземних мов
- Журналістики
- Філософії, історії та політології
- Педагогіки
- Соціології та соціальної роботи
- Фізичного виховання і основ медичних знань
- Загальної історії, міжнародних відносин і міжнародного права
- Вітчизняної історії
- Теоретичної фізики
- Методики навчання математики та інформаційних технологій
- Алгебри
- Інформатики та прикладної математики
- Загальної фізики
- Математичного аналізу
- Безпеки життєдіяльності
- Обчислювальної техніки та інформаційних технологій
- Дизайну і мистецької освіти
- Теорії і методики викладання професійно-технологічної освіти
- Загальної та професійної педагогіки
- Юридичний коледж
- Хімії.

## Кадровий склад
В університеті працює 570 співробітників і працівників професорсько-викладацького складу. Викладає 52 доктора наук, 291 кандидат наук, 43 професори, 188 доцентів.